# A11 (estrella)
A11 (2MASS J20323154+4114082) es una estrella en la constelación del Cisne.
Es miembro de Cygnus OB2, asociación estelar que alberga un gran número de estrellas masivas incluyendo una proporción significativa de estrellas O y B de nuestra galaxia.
Esta asociación está situada aproximadamente a 1700 kilopársecs del sistema solar.
A11 es una estrella caliente de 36 000 K de temperatura efectiva.
Su espectro indica que es una estrella evolucionada, una supergigante azul de tipo espectral O7.5Ib-II(f).
Extraordinariamente luminosa —400 000 veces más que el Sol—, tiene un diámetro 15,9 veces más grande que el diámetro solar.
La edad de las estrellas de Cygnus OB2 se estima en 2,5 millones de años; se piensa que sólo las estrellas de más de 35 masas solares han abandonado la secuencia principal —cuanto mayor es la masa de una estrella más rápida es su evolución—, siendo A11, con cerca de 40 masas solares, una de ellas.
A11 se encuentra muy próxima a la candidata a hipergigante azul Cygnus OB2 12, en lo que parece ser la zona más oscura de la asociación.
Asimismo, se ha sugerido que puede ser el equivalente óptico de la fuente de rayos X 1E 2023043+4103.9.